# مارثا روت
مارثا لويز روت (بالإنجليزية: Martha Louise Root)‏، وُلدت يوم 10 أغسطس 1872م وتوفيت يوم 28 سبتمبر عام 1939م، وكانت معلمةً ومبلّغةً أمريكية متنقلةً للديانة البهائية في أوائل القرن العشرين. ذهبت مارثا في أربع رحلاتٍ حول العالم منذ إعلان اعتناقها البهائية في عام 1909م وحتى وفاتها بعد ذلك بثلاثين عامًا. أطلق شوقي أفندي، القائم على إدارة شؤون الديانة البهائية وقتها، على مارثا أنها «أهم المبلغين المتنقلين في القرن البهائي الأول»، ولقّبها بـ أيادي أمر الله بعد وفاتها. عُرفت مارثا بزياراتها العديدة لقادة الدول والشخصيات الهامة، وكانت جهودها مع ماريا ملكة رومانيا ذات أهميةٍ خاصة، فكانت أول ملكةٍ تتقبل تعاليم بهاء الله.

## مطلع حياتها
وُلدت مارثا روت يوم 10 أغسطس عام 1872م لوالديها تيموثي ونانسي روت بقرية ريتشوود بولاية أوهايو الأمريكية، ورباها والداها على مبادئ الكنيسة المعمدانية. كان لمارثا أخوين أكبر منها، وهما كلارينس وكلود. وانتقلت عائلتها إلى بلدة كامبريدج سبرينغ بولاية بنسلفانيا، بعد ولادتها بفترةٍ قليلة، حيث أدار والدها مزرعةً لمنتجات الألبان. لم تكن مارثا، التي عُرفت بالاسم ماتي، طفلةً تقليديةً، فانصبت اهتماماتها في الكتب بدلًا من الاهتمامات المألوفة المعتادة، وتمكنت في عمر الرابعة عشر أن تجني المال الكافي من كتاباتها لتدفع تكاليف رحلةٍ إلى شلالات نياغارا. وتمكنت مارثا أن تجعل نفسها مميزةً في المدرسة الثانوية والكلية، ودرست بكلية أوبرلين، حيث صممت برنامجها الدراسي الخاص بها؛ ثم استمرت في دراستها بجامعة شيكاغو وحصلت على شهادتها في الأدب عام 1895م.

## عملها الكتابي
تخلّت مارثا عن عملها التدريسي بعد أن بدأت فيه بفترةٍ قليلةٍ عقب حصولها على شهادتها؛ لتعمل في الكتابة بعددٍ من الصُحف المختلفة. وعملت بصحيفة كرونيكل تيليغراف في بيتسبرغ، في صيف عام 1900م، بصفتها محررةً صحفيةً لشؤون المجتمع. وعملت في خريف نفس العام بصحيفة بيتسبرغ ديسباتش. وبدأت بعد ذلك في الكتابة عن السيارات، ما جعلها تسافر إلى فرنسا ثم تعود مرةً أخرى إلى بيتسبرغ.

## تعرّفها على البهائية
في عام 1908م، سمعت مارثا لروي سي ويلهلم بالصدفة في أحد مطاعم بيترسبرغ وهو يتحدث عن زيارته إلى عبد البهاء والبهائيين في عكا بالأرض المقدسة، وأنه التقى بأعضاء من مختلف الديانات، والذين كانوا يعززون الأخوة بين البشر بشكلٍ فعالٍ. أُعجبت مارثا بهذه الكلمات وسألت روي عنها، وأعطاها بعض الكتب البهائية. وقابلت مارثا، في أثناء بحثها بخصوص هذا الدين، عدة أعضاءٍ من المجتمع البهائي، مثل ثورتون شايس، وأرثر أغنيو في شيكاغو، وأعلنت اعتناقها لتعاليم بهاء الله في عام 1909م. وخلال هذا الوقت، استمرت مارثا في كتابة المقالات الصحفية، وكتبت أيضًا في عام 1909م مقالةً في صحيفة بيترسبرغ بوست عن تاريخ وتعاليم الديانة البهائية. اشتركت مارثا أيضًا في أول مؤتمرٍ سنويٍ بهائيٍ، والذي أُقيم في شيكاغو عام 1911م.

## لقائها بعبد البهاء في الولايات المتحدة
زار عبد البهاء، ابن مؤسس الديانية البهائية، الولايات المتحدة وكندا خلال عامي 1911م و1912م. حضرت مارثا العديد من خطب عبد البهاء، ونظمت خطبته بمدينة بيترسبرغ. وخلال هذه الفترة، أُصيبت مارثا بسرطان الثدي، ولكن تحسنت حالتها لعدة سنواتٍ، باتباعها نصائح عبد البهاء.

## السفر حول العالم ونشر تعاليم بهاءالله
تأثرت مارثا بعد لقائها بعبد البهاء بشكلٍ كبير بتفسيرات دعوة وتعاليم والده بهاءالله، وبدأت في رحلاتها العالمية حيث نشرت تعاليم الديانة البهائية. ولم تسمح مارثا لصغر قامتها، أو لضعف حالتها المادية والصحية أن تمنعها من رحلاتها. غادرت مارثا الولايات المتحدة في يوم 30 يناير عام 1915م، وبعد زيارتها لبعض الدول الأوروبية، رغبت في زيارة فلسطين والأماكن البهائية المقدسة، ولكنها لم تتمكن من ذلك حينها بسبب قيام الحرب العالمية الأولى. وبدلًا من فلسطين، زارت مارثا مصر، ومكثت هناك لمدة ستة أشهرٍ. وخلال هذا الوقت، كتبت مارثا مقالاتٍ صحفيةً. وسافرت بعد ذلك إلى مومباي، ويانغون، واليابان، وهاواي. وعادت مارثا إلى الولايات المتحدة، ووصلت إلى مدينة سان فرانسيسكو يوم 29 أغسطس عام 1915م.
سافرت مارثا إلى كندا عام 1920م، بعد بقائها بالولايات المتحدة لمدة خمس سنواتٍ، وزارت المدن سانت جون، ومونتريال، ومدينة لندن بمقاطعة أونتاريو، وسانت توماس، حيث نظّمت برامج تعليمية. وسافرت بعد ذلك إلى المكسيك ثم غواتيمالا حيث كانت ستلتقي برئيس الدولة، ولكن لم يتحقق هذا اللقاء بسبب الثورة السياسية هناك. وبحلول عام 1921م، انتشر سرطان الثدي بجسدها وعانت مارثا من آلامٍ متكررةٍ؛ وكانت صحة والدها تتدهور أيضًا، وبالتالي حدّت هذه الظروف من رحلاتها لفترةٍ من الزمن.
بعد وفاة والدها في 3 نوفمبر 1922م، بدأت مارثا رحلاتها مرةً أخرى في سن الخمسين. سافرت إلى أجزاء كثيرة من الولايات المتحدة وكندا واليابان والصين لنشر تعاليم بهاءالله. ثم سافرت بعد ذلك إلى أستراليا ونيوزيلندا وتسمانيا وهونغ كونغ وساعدت الرواد البهائيين في نشر العقيدة البهائية. ثم سافرت إلى جنوب أفريقيا، وشاركت في عدة برامج إذاعية. كما درست الإسبرانتو، والتقت بليديا زامنهوف، ابنة لودفيج زامنهوف، مبتكر لغة الإسبرانتو، الذي أصبح فيما بعد بهائيًا.

## مارثا روت والملكة ماري ملكة رومانيا
في يناير 1926م، وصلت مارثا إلى بوخارست، حيث أُبلغت بأنها لن تتمكن من مقابلة الملكة ماري، فأرسلت لها صورةً لعبد البهاء ونسخةً من كتاب "بهاءالله والعصر الجديد". بعد القراءة حتى الساعة 3 صباحًا، أرسلت ماري إلى مارثا دعوةً للجمهور في قصر كونتروسيني، وبعد التحية الأولية، كانت كلمات ماري الأولى هي: "أعتقد أن هذه التعاليم هي الحل لمشاكل العالم اليوم!"
نتيجة لاتصالها بمارثا، نشرت ماري مقالًا يدعم العقيدة البهائية لصالح هيرست وتحالف صحف أمريكا الشمالية، والذي بدأت في كتابة أعمدتها الخاصة بها؛ وفي 4 مايو، نشرت رسالةً مفتوحةً في صحيفة تورنتو ستار، مليئةً بالثناء على الدين البهائي، وبدأت بالإشارة إلى مارثا، "أحضرت لي امرأةً ذات يوم كتابًا. وأنا أتهجئه بحرفٍ كبيرٍ لأنه كتابٌ مجيدٌ عن الحب والخير، والقوة والجمال، ويعلمنا أن كل الكراهية، والمكائد، والشكوك، وحتى الكلمات، وحتى كل الوطنية العدوانية، هي خارج قانون الله الأساسي، وأن المعتقدات الخاصة ليست سوى أشياء سطحية. في حين أن القلب الذي ينبض بالحب الإلهي لا يعرف قبيلةً ولا عرقًا، فهي رسالة المسيح يتم تناولها من جديد، بنفس الكلمات تقريبًا، ولكنها تتكيف مع اختلاف ألف عامٍ وأكثر بين العام الأول واليوم... إذا وصل إلى انتباهكم اسم بهاءالله أو عبد البهاء، فلا تنزعوا كتاباتهما عنكم، وابحثوا عن كتبهما، ودعوا كلماتهما ودروسهما المجيدة التي تجلب السلام والمحبة تترسخ في قلوبكم. كما هو الحال معي."
التقت مارثا بالملكة ماري في سبع مناسباتٍ أخرى. والثانية، في عام 1927م، في قلعة بيليسور في سينايا، تلتها زيارةٌ في يناير 1928م إلى القصر الملكي في بلغراد. تمت الزيارة الرابعة في أكتوبر 1929م في قصر الملكة الصيفي "تهنا يوفا" في بالسيك، على البحر الأسود. في أغسطس 1932م وفبراير 1933م، تم استقبال مارثا روت في منزل الأميرة إليانا (دوقة النمسا آنذاك أنطون) في مودلينج، بالقرب من فيينا. كتبت ماري عن لقائها مع مارثا عام 1933م في مذكراتها بتاريخ 31 يناير 1933م، "جاءت مارثا روت البهائية الصغيرة المتلهفة لتناول طعام الغداء. من الرائع كيف تمكنت تلك المرأة الصغيرة النحيلة وهي في منتصف العمر من نشر التعاليم ونشر الكتب والتواصل مع الكثيرين... وبأسلوبها الخاص والذي جعلها متفوقةً في مساعيها، إنه أمرٌ مثيرٌ للإعجاب، واليوم أخذناها لأنفسنا". تم عقد آخر لقاءين لمارثا مع الملكة ماري في فبراير 1934م وفبراير 1936م في قصر كونتروسيني.
وصفت مارثا اجتماعاتها مع الملكة ماري في المجلد البهائي العالمي المجلد السادس، بما في ذلك بيان ماري الذي تم استخدامه كواجهةٍ للعالم البهائي، المجلد الرابع، قائلةً: "التعاليم البهائية تجلب السلام والتفاهم، إنها مثل عناقٍ واسعٍ يجمع كل أولئك الذين بحثوا لفترةٍ طويلةٍ عن كلمات الأمل. إنه يقبل جميع الأنبياء العظماء السابقين، ولا يدمّر أي عقائد أخرى، ويترك كل الأبواب مفتوحةً، لقد سئمت من عدم تسامحهم تجاه بعضهم البعض، واكتشفت في التعاليم البهائية روح المسيح الحقيقي الذي كثيرًا ما يتم إنكاره وإساءة فهمه. الوحدة بدلًا من الصراع، والأمل بدلًا من الإدانة، والحب بدلًا من الكراهية، والطمأنينة العظيمة لجميع البشر."

## زيارتها إلى الأماكن المقدسة البهائية
في عام 1925م، سافرت مارثا روت إلى الأماكن البهائية المقدسة، والتقت ببهية خانم وشوقي أفندي. ثم سافرت إلى المملكة المتحدة وألمانيا واليونان ويوغوسلافيا وتشيكوسلوفاكيا لتدريس الديانة البهائية مرة أخرى. ثم سافرت إلى إيران. وكانت تأمل في مقابلة الشاه رضا خان بهلوي، لكنها لم تفعل ذلك.

## السنوات اللاحقة من حياتها
وفي عام 1930م، أرادت مقابلة إمبراطور اليابان هيروهيتو، لكن المسؤولين الأمريكيين منعوا وصولها. وبدلاً من ذلك، أرسلت إلى الإمبراطور بعض الكتب البهائية وبعض الهدايا الأخرى. واصلت نشر تعاليم بهاء الله، حتى عندما كانت في حالةٍ صحيةٍ سيئةٍ، وسافرت في عام 1937م إلى هاواي والصين والهند. عادت إلى هاواي عام 1938م حيث توفيت هناك في 28 سبتمبر 1939م.

## أنظر أيضًا
- أيادي الأمر
- الأماكن المقدسة البهائية
- أسفار عبدالبهاء إلى الغرب